# Parafia Ducha Świętego w Szczecinku
Parafia pw. Ducha Świętego w Szczecinku – parafia należąca do dekanatu Szczecinek, diecezji koszalińsko-kołobrzeskiej, metropolii szczecińsko-kamieńskiej. Została utworzona w 1973 (samodzielna kuracja od 1926). Obsługiwana przez księży ze zgromadzenia redemptorystów. 
Od 20 czerwca 2023 proboszczem parafii jest o. Ireneusz Byczkiewicz.

## Miejsca kultu

### Kościół parafialny
Kościół pw. Ducha Świętego w Szczecinku
Kościół parafialny wybudowany w roku 1923, konsekrowany przez kard. Adolfa Bertrama rozbudowany w 2002, poświęcony przez bpa Edwarda Dajczaka. Siedziba parafii mieści się przy ulicy Klasztornej.